# Crash Time II
Crash Time II (también conocido como Alarm für Cobra 11: Burning Wheels) es un videojuego de carreras desarrollado por Synetic y publicado por RTL Interactive lanzado el 27 de noviembre de 2008 para Microsoft Windows y Xbox 360.

## Trama
La trama del juego se basó en la serie de televisión alemana Alerta Cobra, el jugador se ocupa de casos de investigación.

## Jugabilidad
La campaña para un jugador incluye más de cincuenta misiones. El jugador se ocupa, entre otras cosas, de la persecución de peligrosos locos o participantes de carreras ilegales.

En cada misión, el jugador tiene un coche para usar. Cerca de 30 coches se incluyeron en Crash Time II. Estos son autos de policía que aparecen en varias versiones (por ejemplo, autos civiles, sedanes, SUV), en el juego puedes ver camiones, karts o autos deportivos tuneados, los autos incluidos en el juego no tienen licencia.